# Kotormány Rudolf
Kotormány Rudolf (Temesvár, 1911. január 23. – 1983. augusztus 2.) magyar nemzetiségű román válogatott labdarúgó, fedezet, edző.

## Pályafutása

### Klubcsapatban
A temesvári Fortuna csapatában kezdte a labdarúgást. Az 1930–31-es idényben a Temesvári Kinizsiben szerepelt. 1931 és 1942 között a Ripensia Timișoara-ban játszott, ahol négy bajnoki címet és két román kupa-győzelmet szerzett a csapattal. Az 1946–47-es idényben a CFR Timișoara együttesében fejezte be az aktív labdarúgást.

### A válogatottban
1932 és 1938 között kilenc alkalommal szerepelt a román válogatottban. Tagja volt az 1934-es olaszországi világbajnokságon részt vevő csapatnak.

### Edzőként
Két alkalommal dolgozott vezetőedzőként a román élvonalban:
1946 augusztusa és decembere között a CFR Timișoara, 1954 márciusa és júniusa között a Metalul Hunedoara csapatainál.

## Sikerei, díjai

### Játékosként
- Román bajnokság
  - bajnok: 1932–33, 1934–35, 1935–36, 1937–38
  - 2.: 1938–39
  - 3.: 1936–37, 1940–41, 1946–47
- Román kupa
  - győztes: 1934, 1936

## Statisztika

### Mérkőzései a román válogatottban
| Románia | Románia              | Románia                         | Románia                | Románia  | Románia               | Románia              | Románia | Románia |
| #       | Dátum                | Helyszín                        | Hazai                  | Eredmény | Vendég                | Kiírás               | Gólok   | Esemény |
| ------- | -------------------- | ------------------------------- | ---------------------- | -------- | --------------------- | -------------------- | ------- | ------- |
| 1.      | 1932. október 16.    | Linz                            | Ausztria (amatőr)      | 0 – 1    | Románia               | Európa-kupa (amatőr) | -       |         |
| 2.      | 1933. június 11.     | Bukarest                        | Románia                | 5 – 0    | Jugoszlávia           | Balkán-kupa          | -       |         |
| 3.      | 1933. szeptember 24. | Bukarest                        | Románia                | 5 – 1    | Magyarország (amatőr) | Európa-kupa (amatőr) | -       |         |
| 4.      | 1933. október 29.    | Bern                            | Svájc                  | 2 – 2    | Románia               | vb-selejtező         | -       |         |
| 5.      | 1934. március 25.    | Pardubice                       | Csehszlovákia (amatőr) | 2 – 2    | Románia               | Európa-kupa (amatőr) | -       |         |
| 6.      | 1934. április 29.    | Bukarest                        | Románia                | 2 – 1    | Jugoszlávia           | vb-selejtező         | -       |         |
| 7.      | 1934. május 27.      | Trieszt, Littorio Stadion (ITA) | Csehszlovákia          | 2 – 1    | Románia               | vb-nyolcaddöntő      | -       |         |
| 8.      | 1936. május 24.      | Bukarest                        | Románia                | 4 – 1    | Bulgária              | Balkán-kupa          | -       |         |
| 9.      | 1938. szeptember 6.  | Belgrád                         | Jugoszlávia            | 1 – 1    | Románia               | Eduard Benes kupa    | -       |         |
|         | Összesen             |                                 |                        | 9        | mérkőzés              |                      | 0       | gól     |